# Григоровский сельсовет (Нижегородская область)
Григоровский сельсовет — сельское поселение в Большемурашкинском районе Нижегородской области Российской Федерации.
Административный центр — село Григорово.

## История
Статус и границы сельского поселения установлены Законом Нижегородской области от 15 июня 2004 года № 60-З «О наделении муниципальных образований — городов, рабочих посёлков и сельсоветов Нижегородской области статусом городского, сельского поселения».

## Население
| 2002 | 2010  | 2012  | 2013  | 2014  | 2015 | 2016 |
| ---- | ----- | ----- | ----- | ----- | ---- | ---- |
| 1526 | ↘1059 | ↘1047 | ↗1052 | ↘1041 | ↘994 | ↘971 |
| 2017 | 2018  | 2019  | 2020  | 2021  |      |      |
| ↘945 | ↘941  | ↘925  | ↘901  | ↗1059 |      |      |

## Состав сельского поселения
| №  | Населённый пункт | Тип населённого пункта       | Население |
| -- | ---------------- | ---------------------------- | --------- |
| 1  | Григорово        | село, административный центр | ↘495      |
| 2  | Гужово           | деревня                      | ↘29       |
| 3  | Карабатово       | село                         | ↘276      |
| 4  | Колотуха         | деревня                      | ↘26       |
| 5  | Курлаково        | село                         | ↘193      |
| 6  | Медведково       | деревня                      | ↘2        |
| 7  | Меленки          | деревня                      | ↘2        |
| 8  | Мочалка          | деревня                      | →0        |
| 9  | Нефедьево        | деревня                      | →0        |
| 10 | Никиткино        | деревня                      | ↘0        |
| 11 | Ногавицино       | деревня                      | ↘2        |
| 12 | Оболкино         | деревня                      | ↘6        |
| 13 | Пужаевка         | деревня                      | ↘0        |
| 14 | Сосновка         | деревня                      | ↘13       |
| 15 | Спирино          | деревня                      | ↘12       |
| 16 | Чайпоселок       | деревня                      | →3        |